# 100 Bishopsgate
100 Bishopsgate – wieżowiec w Londynie, w Wielkiej Brytanii. Znajduje się w północno-wschodniej części dzielnicy finansowej City of London, w niewielkiej odległości od stacji Liverpool Street.
Według pierwotnego planu budynek miał mieć 260 metrów wysokości i 55 pięter, jednak według wniosku złożonego we wrześniu 2006 roku miał mieć 165 metrów i 40 kondygnacji. Aplikacja została zatwierdzona w kwietniu 2007 roku. W lipcu 2011 roku projekt budynku został odnowiony, do projektu dodano 7 metrów wysokości, w efekcie wieżowiec ma 172 metry.
100 Bishopsgate ma 73 000 m² powierzchni biurowej i znajduje się tuż obok Heron Tower (wieżowce oddziela Camomile Street) oraz Bishopsgate Tower (288 m) i 122 Leadenhall Street (225 m)
W styczniu 2012 zakończono proces wyburzania poprzedniego budynku.